# Verhältnismäßigkeitsprinzip
Das Verhältnismäßigkeitsprinzip ist ein Rechtsgrundsatz, der eine Mittel-Zweck-Relation staatlicher Maßnahmen beschreibt. Er gilt sowohl für die Rechtsetzung als auch die Rechtsanwendung und verlangt, dass ein Gesetz bzw. dessen Vollzug geeignet, erforderlich und angemessen sein müssen, um ein bestimmtes Ziel zu erreichen. Insofern dient er  auf nationaler und auf europäischer Ebene vor allem dem Individualrechtsschutz.
Im Recht der Europäischen Union ist das Verhältnismäßigkeitsprinzip in Art. 5 Abs. 4 des Vertrags über die Europäische Union (EUV) verankert. Danach sollen die Maßnahmen der Union inhaltlich wie formal nicht über das zur Erreichung der Ziele der Verträge erforderliche Maß hinaus gehen. Einschränkungen der in der Charta der Grundrechte der Europäischen Union anerkannten Rechte und Freiheiten müssen gesetzlich vorgesehen sein und den Wesensgehalt dieser Rechte und Freiheiten achten. Unter Wahrung des Grundsatzes der Verhältnismäßigkeit dürfen Einschränkungen nur vorgenommen werden, wenn sie erforderlich sind und den von der Union anerkannten dem Gemeinwohl dienenden Zielsetzungen oder den Erfordernissen des Schutzes der Rechte und Freiheiten anderer tatsächlich entsprechen (Art. 52 Abs. 1 GrCH). Der Fokus bei der Prüfung durch den Europäischen Gerichtshof für Menschenrechte (EGMR), ob der Grundrechtseingriff rechtens ist, liegt bei der Verhältnismäßigkeit, da gesetzliche Grundlage und öffentliches Interesse nach Ansicht des EGMR meistens vorliegen.
Im Völkerrecht versteht man im Zusammenhang mit dem Recht zur Selbstverteidigung (Art. 51 der UN-Charta) unter dem Verhältnismäßigkeitsprinzip einerseits das Verhältnis zwischen den angewandten Maßnahmen und dem verfolgten defensiven Zweck und zwar in dem Sinne, dass die Maßnahme nicht über das hinausschießen soll, was zur Erreichung des Zweckes notwendig ist, andererseits auch das Ausmaß und die Intensität der Defensivhandlungen im Verhältnis zu den Angriffshandlungen.
Der Verhältnismäßigkeitsgrundsatz gehört zum modernen Konzept eines Rechtsstaates. Traditionell kam das Verhältnismäßigkeitsprinzip dort zur Anwendung, wo das Gesetz der Exekutive ein Ermessen einräumte oder eine spezielle gesetzliche Rechtsgrundlage fehlte (polizeiliche Generalklausel). Darüber hinaus prüfen Verfassungsgerichte mit Rückgriff auf die Verhältnismäßigkeit die Verfassungsmäßigkeit eines Gesetzes. Sind das Gesetz und seine Anwendung verhältnismäßig, ist es insoweit rechtmäßig.
Nationales Recht:
- Verhältnismäßigkeitsprinzip (Deutschland)
- Verhältnismässigkeitsprinzip der Schweiz